# Вуд, Джудит
Джудит Вуд (англ. Judith Wood; 1 августа 1906 — 6 апреля 2002) — американская актриса кино, снимавшаяся в 1920—1940 годах.

## Биография
Хелен Джонсон (англ. Helen Johnson) родилась в Нью-Йорке. В конце 1920-х годов переехала в Голливуд, Калифорния, чтобы продолжить актёрскую карьеру. Её первая роль была в фильме «Gold Diggers of Broadway» (1929). В этом фильме, а также в четырёх следующих в 1930 году она снималась под собственным именем.
В 1931 года снялась в фильме «Реклама себя окупает» вместе с Кэрол Ломбард. Это был последний фильм, в котором она снялась под собственным именем, во всех последующих фильмах снималась под именем Джудит Вуд. В 1931 году Джудит Вуд стала одной из 13-ти участниц финала «WAMPAS Baby Stars», наряду с актрисами Мариан Марш, Карен Морли, Мэрион Шиллинг и Барбарой Викс.
Джудит Вуд в 1931 году снялась в шести фильмах, после чего её карьера пошла на убыль. Она исполнила роль Китти Паккард в бродвейской пьесе «Обед в восемь», но в кино версии эту роль сыграла Джин Харлоу. В 1934 году она получила только три роли, лишь одна была указана в титрах. В 1936 и 1937 годах она сыграла лишь две небольшие роли. Последний раз появилась на экране в 1950 году в фильме «Асфальтовые джунгли» в небольшой роли, не указанной в титрах.
После этого она прекратила сниматься. Проживала в Лос-Анджелесе, где умерла в 2002 году в возрасте 95 лет.

## Частичная фильмография
- 1930 — Развод / The Divorcee — Дороти
- 1930 — Дети удовольствия / Children of Pleasure
- 1930 — Грех берёт выходной / Sin Takes a Holiday
- 1931 — Реклама себя окупает
- 1931 — Полиция нравов / The Vice Squad
- 1931 — Женщины любят лишь раз / Women Love Once
- 1931 — Дорога в Рино
- 1931 — Девушки о городе / Girls About Town
- 1931 — Рабочие девушки / Working Girls
- 1934 — Преступление доктора / The Crime Doctor
- 1934 — Глядя на неприятности
- 1950 — Асфальтовые джунгли